# Augusto Boal
Augusto Boal, född 16 mars 1931, död 2 maj 2009, var en brasiliansk regissör, skådespelare, författare och politiker. Han etablerade uttryck som forumteater och osynlig teater i de förtrycktas tjänst.
Boal studerade teater i USA, bland annat vid Columbia University och han intresserade sig även för den form av skådespeleri som Lee Strasberg introducerat vid Actors Studio, så kallad method acting.
Boals politiska åsikter som han uttryckte genom sin konst gjorde att han föll i onåd hos regimen i Brasilien. År 1971 arresterades han och utvisades sedermera till Argentina. Han kunde senare återvända till Brasilien varifrån hans rykte som regissör och teaterpedagog spred sig internationellt. Han avled till följd av leukemi.